# Tina (film, 2021)
Cet article concerne le film documentaire. Pour le film biographique, voir Tina (film).
Pour les articles homonymes, voir Tina.
Pour plus de détails, voir Fiche technique et Distribution.
Tina est un film documentaire britannico-américain réalisé par Dan Lindsay et T. J. Martin, sorti en 2021. Il s'agit de la vie et de la carrière de Tina Turner.

## Synopsis
Le film poursuit la vie et la carrière de la chanteuse Tina Turner, aux côtés d'Angela Bassett, d'Oprah Winfrey, de Kurt Loder, de Katori Hall, d'Erwin Bach, de Carl Arrington, de Jimmy Thomas, de Le'Juene Fletcher (Edna Richardson), de Rhonda Graam, du manager Roger Davies et du parolier Terry Britten.

## Fiche technique
Sauf indication contraire, les informations mentionnées dans cette section peuvent être confirmées par la base de données cinématographiques IMDb,  présente dans la section « Liens externes ».
- Titre original : Tina
- Réalisation : Dan Lindsay et T. J. Martin
- Musique : Danny Bensi et Saunder Jurriaans
- Photographie : Dimitri Karakatsanis et Megan Stacey
- Montage : Taryn Gould, Carter Gunn et T.J. Martin
- Production : Diane Becker, Jonathan Chinn et Simon Chinn

Coproduction : Ben Piner et Vanessa Tovell
Production déléguée : Nancy Abraham, Erwin Bach, Will Clarke, Charles Dorfman, David Gilbery, Lisa Heller, Andy Mayson, Natalie 'Tali' Pelman, Mike Runagall et Marlon Vogelgesang
- Sociétés de production : HBO Documentary Films et Lightbox Entertainment
- Sociétés de distribution : HBO (États-Unis) ; Altitude Film Distribution (Royaume-Uni)
- Pays d'origine :  États-Unis /  Royaume-Uni
- Langue originale : anglais
- Format : couleur
- Genre : documentaire
- Durée : 118 minutes
- Dates de sortie :
  - Allemagne : 2 mars 2021 (Berlinale)
  - États-Unis : 27 mars 2021
  - Royaume-Uni : 28 mars 2021

## Distribution
- Tina Turner : elle-même
- Angela Bassett : elle-même
- Oprah Winfrey : elle-même
- Ike Turner : lui-même
- Erwin Bach : lui-même
- Kurt Loder : lui-même
- Rhonda Graam : elle-même
- Katori Hall : elle-même
- Annie Behringer : elle-même
- Roger Davies : lui-même
- Lejeune Richardson : lui-même
- Terry Britten : lui-même
- Carl Arrington : lui-même
- Jimmy Thomas : lui-même

## Production
En mai 2018, on annonce que Dan Lindsay et T.J. Martin dirigent le film, avec Tina Turner ainsi que la participation d'Altitude Film Distribution pour la distribution au Royaume-Uni

## Accueil
Tina est sélectionné et projeté le 2 mars 2021 à la Berlinale, en Allemagne. Il sort le 27 mars 2021 aux États-Unis par HBO. 1,1 million de spectateurs ont vu ce film, meilleures notations pour un documentaire de HBO depuis Leaving Neverland (2019). il sort le 28 mars 2021 au Royaume-Uni, distribué par Altitude Film Distribution.